# 横瀬恭平
横瀬 恭平(よこせ きょうへい、1918年1月6日 - 2017年11月7日）は、日本の経営者。住友ゴム工業社長を務めた。兵庫県出身。

## 経歴
1941年に京都帝国大学工学部工業化学科を卒業し、1942年に住友電気工業に入社。1969年5月に取締役に就任し、1972年5月には常務に就任。1974年5月に住友ゴム工業専務に就任し、1977年9月に副社長を経て、1980年3月には社長に就任。1984年3月に副会長に就任し、1985年10月に会長、1991年3月に取締役相談役を経て、1992年3月から相談役を務めた。
1984年11月に藍綬褒章を受章し、1989年11月に勲三等旭日中綬章を受章。
2017年11月7日胃癌のために死去。99歳没。